# Jacques-Pierre Amette
Jacques-Pierre Amette (Saint-Pierre-sur-Dives, Normandía, 18 de mayo de 1943) es un escritor y crítico literario francés. En 2003, obtuvo el Premio Goncourt por su novela La Amante de Brecht. También es autor de novelas policiacas y de obras de teatro. Es periodista literario en la revista semanal francesa Le Point.

## Obras publicadas en castellano
La Amante de Brecht, publicada por Tusquets Editores en 2004 (título original: La Maîtresse de Brecht, Paris, Albin Michel, 2003)

## Otras obras

### Novelas
- 1965 : Le Congé
- 1966 : Élisabeth Skerla
- 1974 : La Vie comme ça
- 1977 : Bermuda
- 1978 : La Nuit tombante
- 1981 : Jeunesse dans une ville normande
- 1985 : Enquête d'hiver
- 1987 : L'Après-midi
- 1992 : La Peau du monde
- 1995 : Province
- 1997 : Les Deux Léopards
- 1999 : L'Homme du silence
- 2001 : Ma vie, son œuvre

### Novelas policiacas
- 1981 : Exit, bajo el seudónimo de Paul Clément
- 1982 : Je tue à la campagne, bajo el seudónimo de Paul Clément
- 2008 : Le Lac d'or

### Relatos
- 1970 : Un voyage en province
- 1986 : Confessions d'un enfant gâté
- 1993 : L'adieu à la raison
- 1994 : Stendhal : 3 juin 1819
- 2007 : Un été chez Voltaire

### Novelas cortas
- 1973 : Les lumières de l'Antarctique

### Obras de teatro
- 1974 : Les Sables mouvants
- 1989 : Le Maître-nageur
- 1989 : Les Environs de Heilbronn
- 1991 : Après nous
- 1991 : La Waldstein
- 1992 : Le Mal du pays
- 1992 : Singe
- 1992 : Passions secrètes, crimes d'avril
- 1993 : Appassionata
- 1997 : La Clairière
- 2005 : Le Tableau de Poussin